# La Sorcière (téléfilm, 1982)
Pour les articles homonymes, voir La Sorcière.

La Sorcière est un téléfilm français de Charles Brabant diffusé en 1982.

## Fiche technique
- Réalisation : Charles Brabant, assisté de Jacques Ansan
- Scénario : Charles Brabant, d'après le roman éponyme de Jules Michelet (publié en 1862)
- Décors : Jean Thomen
- Photographie : Bernard Girod
- Musique : Charles Ravier
- Genre : Drame
- Date de diffusion :
  - France - 25 mai 1982

## Distribution
- Claude Degliame : Athénaïs / La sorcière
- Michel Bouquet : Jules Michelet
- Anne Kreis : Jacqueline / Anne
- Richard Fontana : Pierre
- Daniel Mesguich : Le génie
- Jean-Pierre Bisson
- Philippe Clévenot : Le dominicain
- Michel Robin : L'archevêque
- Jean-Pol Dubois : Le prédicateur
- Hervé Jolly : Jacques
- Jean-Pierre Bisson : Le seigneur
- Roberto : Le nain
- Monique Mauclair : La duchesse
- Gilda Albertoni : Une dame d'honneur
- Martine Bergé : Une dame d'honneur
- Sylvie Camacho : Jacqueline, enfant
- Georges Lycan : Le capitaine des gardes
- Marie-Caroline Cartiez : Anne, enfant
- Bernard Bireaud : L'homme bleu
- Georges Ser : Le pape
- Michel Debrane : Le cardinal conseiller
- David Gabison : Le savant
- Charlotte Bonnet : La bergère
- Yves Le Bonniec : Le supplicié
- Michèle Chahan : La première sorcière
- Françoise Morhange : La seconde sorcière
- Jacques Lalande : M. Hachette
- Gaston Vacchia : M. Colas
- Jean-Pierre Pauty : Le colporteur
- Didier Rousset : Un juge
- Jean Saudray : Un juge
- Yves Marc Gilbert : Un juge
- Jean-François Delacour : Un juge
- Vincent Massoc : Un moine
- Alexandre Ginoyer : Un moine